# Tjörnbrokatastrofen

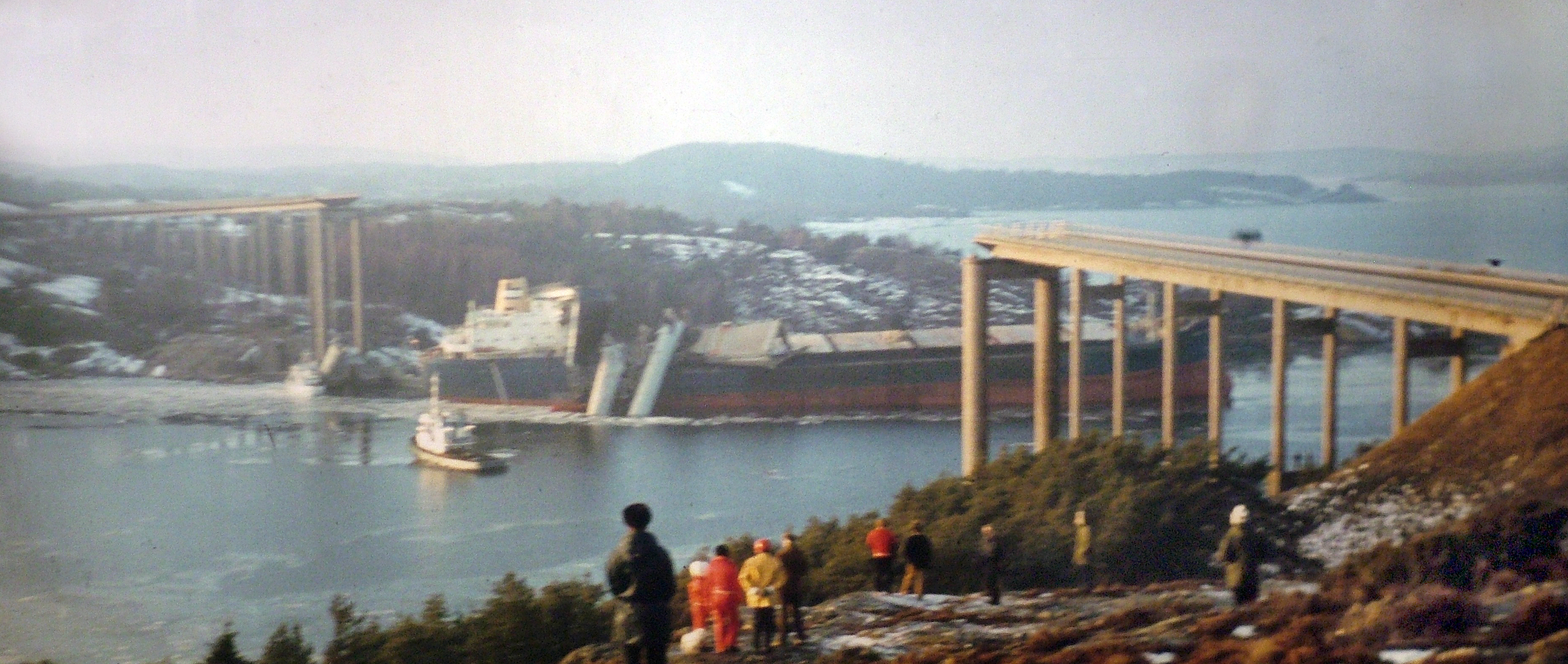
Tjörnbroraset 18 januari 1980 när Star Clipper raserat Almöbron.

Tjörnbrokatastrofen, alternativt Almöbrokatastrofen, var en olycka som inträffade på Almöbron (ofta kallad Tjörnbron) under natten den 18 januari 1980 kl. 01:30, när bulkfartyget Star Clipper seglade in i bron så att den rasade och föll över fartyget. Åtta människor omkom när sju bilar körde över brokanten och störtade ner i vattnet.

## Händelseförlopp
Vid tidpunkten för olyckan, klockan 01:30 den 18 januari 1980, rådde mörker och dimma med sikt 200–300 meter, och det norskägda och liberiaregistrerade bulkfartyget Star Clipper var på väg från Fredrikstad till Uddevalla varvid Almösundet måste passeras. Farledens användbara bredd under bron var beroende av fartygets "största höjd" och anges för Star Clipper med en masthöjd på cirka 33,5 meter till 135 meter.
För att följa farleden var fartyget tvunget att göra en S-kurva med dikta girar babord och styrbord. Fartyget girade inte i önskad utsträckning beroende på små marginaler och inverkan av strömmar och is, och även ett fel i styrmaskinen anses vara en trolig orsak. Fartyget kom för nära Tjörn-sidan och kolliderade med brospannet nära det västra brofästet. Förmasten tog i bron först, varefter fartygets gantry-kranar slet loss brons bågrör varvid bron kl 01:30 förlorade sin bärkraft och gav vika. Hela bron med den nästan 300 meter långa vägbanan rasade ner över kommandobryggan. Besättningsmännen ombord flydde under däck och var sekunder från att krossas. Alla maskiner stoppades, elen slogs ut och en del av vägbanan blev liggande kvar på fartyget, medan resten hamnade på havsbotten.
Samtidigt förvandlades bron till en dödsfälla. Bara ett par minuter efter att bron hade rasat kom en bil körande från fastlandet och körde över brokanten, då föraren i den bilen var helt omedveten om att bron nu inte längre fanns. Lotsen fick tag i en bärbar VHF-radio och försökte flera gånger förgäves larma lotsutkiken i Marstrand. Den svaga signalen uppfattas av Göteborg radio och en lots på Vinga som på olika sätt tjänstgjorde som muntlig länk så att samband mellan lotsen ombord och lotsutkiken i Marstrand fragmentariskt kunde upprätthållas.
Fastlandssidan spärrades av efter cirka 15 minuter tack vare att en lastbilschaufför trots mörker och dimma hann upptäcka faran. Han var på väg till Mollösund med tung last, och på grund av det dåliga väglaget med mycket snömodd körde han med begränsad hastighet i uppförsbacken mot bron, för att inte ha för hög hastighet i den kommande nedförsbacken. Vägbanan var så smal att han körde så nära räcket som möjligt och såg plötsligt räcket ta slut på båda sidorna längre fram. Han stannade cirka tio meter från brokanten för att gå ut och titta och insåg då faran. När han såg en bil från Tjörnsidan närma sig försökte han desperat blinka med helljuset för att varna, men det hjälpte inte.
Tjörnsidan kunde spärras av först efter cirka en timme, eftersom ingen polis var i tjänst där. En ledig polis väcktes och han fick åka till stationen för att byta till polisbil.
Under tiden försökte besättningen ombord på Star Clipper själva stoppa trafiken från Tjörnsidan. Dels satte de i en livbåt för att ta sig i land, men kunde på grund av ansamlingen av isflak runt fartyget inte manövrera den, dels sköt de nödraketer för att varna en lastbil de såg närma sig för faran.
Lastbilschauffören stannade, men uppfattade inte faran utan startade igen och körde över kanten. Totalt störtade sju bilar (tre från fastlandssidan och fyra, varav en lastbil, från Tjörn-sidan) i havet, ovetande om faran. Åtta personer, samtliga män, omkom.

## Efterspel
Haverikommissionen fastställde aldrig någon enskild orsak till olyckan, och friade lots och kapten från ansvar. Man konstaterade att tekniska fel på fartygets manöverorgan inte förelegat, men att passagen i den trånga farleden "får anses vara besvärlig för större fartyg" och att isen påverkats av vattenströmmarna och bildat en isbarriär på fartygets styrbordssida som stört fartygets manöverförmåga. I och med detta blev marginalerna mot avvikelser från avsedd position, kurs och fart små, och man kunde övervägt att till exempel invänta dagsljus eller begära bogserbåtsassistans.